# Доценко, Василий Данилович
Василий Данилович Доценко (1905—1979) — подполковник Советской Армии, участник Великой Отечественной войны, Герой Советского Союза (1940).

## Биография
Василий Доценко родился 15 августа 1905 года в селе Камышево (ныне — Дергачёвский район Саратовской области). После окончания начальной школы работал в совхозе. В 1927 году Доценко был призван на службу в Рабоче-крестьянскую Красную Армию. Окончил школу политсостава в Москве. Участвовал в советско-финской войне, в звании старшего политрука был военным комиссаром батальона 330-го стрелкового полка 86-й мотострелковой дивизии 7-й армии Северо-Западного фронта.
Неоднократно отличался в боях финской кампании, увлекал за собой бойцов батальона на выполнение боевой задачи. Когда во время боя за город Выборг (ныне — в Ленинградская область) батальон остался без командира, Доценко заменил его собой и сумел выполнить поставленную боевую задачу.
Указом Президиума Верховного Совета СССР от 21 марта 1940 года старший политрук Василий Доценко был удостоен высокого звания Героя Советского Союза с вручением ордена Ленина и медали «Золотая Звезда» за номером 116.
С декабря 1941 года — на фронтах Великой Отечественной войны. Участвовал в боях на Волховском, Ленинградском и 3-м Прибалтийском фронтах. Два раза был тяжело ранен. В 1946 году в звании подполковника Доценко был уволен в запас. Проживал во Пскове, умер 14 июля 1979 года.
Был также награждён орденами Отечественной войны 1-й степени, Красной Звезды, пятью медалями.